# 王季陵
王季陵中国周文王的父亲王季的陵墓，王季（季历）死后葬于周原。
王季陵位于今陕西省西安市鄠邑区玉蝉乡陂头村西南，东距城西5里的渼陂湖约500米。古时民众此为磷火，称为“神灯”，于是有“王陵神灯”之谜，为“渼陂八景”之一。王季陵为陕西省文物保护单位。清朝顺治年间刻立周王季陵碑。户县知县汪以诚立，陕西按察司佥事张宗孟撰。记载清顺治年重修陵墙、陵门等事。现存户县玉蝉乡。清高宗乾隆四十一年（1776年）陕西巡抚毕沅所书隶书，刻立周王季陵碑。圆首，高2.30米、宽0.86米、厚0.20米。碑正中隶书“周王季陵”。上款“赐进士及第兵部侍郎兼副都御史陕西巡抚毕沅敬书”，落款“大清乾隆岁次丙申孟秋”、“知户县事汪以诚立”。